# Mathania leucothea
Mathania leucothea is een vlindersoort uit de familie van de Pieridae (witjes), onderfamilie Pierinae.
Mathania leucothea werd in 1782 beschreven door Molina.